# منجلي (سلاح)

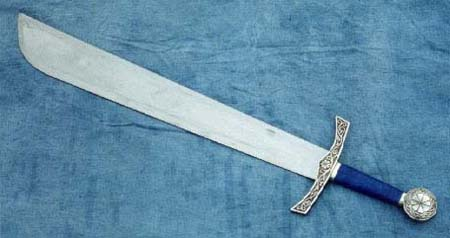
المنجلي

المِنجَلِيّ سيف معقوف عريض الشفرة. كان من سيوف المغول.